# Maidières
Maidières és un municipi francès situat al departament de Meurthe i Mosel·la i a la regió del Gran Est. L'any 2007 tenia 1.525 habitants.

## Història
El 884, Carles III el Gras va donar la vila de Maidières a Francó, el bisbe de Lieja.

## Demografia

### Població
El 2007 la població de fet de Maidières era de 1.525 persones. Hi havia 642 famílies, de les quals 196 eren unipersonals (72 homes vivint sols i 124 dones vivint soles), 209 parelles sense fills, 193 parelles amb fills i 44 famílies monoparentals amb fills.
La població ha evolucionat segons el següent gràfic:
Habitants censats

### Habitatges
El 2007 hi havia 702 habitatges, 655 eren l'habitatge principal de la família, 9 eren segones residències i 38 estaven desocupats. 485 eren cases i 217 eren apartaments. Dels 655 habitatges principals, 476 estaven ocupats pels seus propietaris, 160 estaven llogats i ocupats pels llogaters i 18 estaven cedits a títol gratuït; 3 tenien una cambra, 51 en tenien dues, 122 en tenien tres, 142 en tenien quatre i 336 en tenien cinc o més. 524 habitatges disposaven pel capbaix d'una plaça de pàrquing. A 316 habitatges hi havia un automòbil i a 240 n'hi havia dos o més.

### Piràmide de població
La piràmide de població per edats i sexe el 2009 era:
| Homes | Edats   | Dones |
| ----- | ------- | ----- |
| 0     | 95 o +  | 0     |
| 0     | 90 a 94 | 0     |
| 4     | 85 a 89 | 12    |
| 12    | 80 a 84 | 16    |
| 36    | 75 a 79 | 36    |
| 16    | 70 a 74 | 48    |
| 68    | 65 a 69 | 64    |
| 28    | 60 a 64 | 60    |
| 12    | 55 a 59 | 28    |
| 56    | 50 a 54 | 40    |
| 56    | 45 a 49 | 36    |
| 80    | 40 a 44 | 88    |
| 32    | 35 a 39 | 44    |
| 60    | 30 a 34 | 40    |
| 32    | 25 a 29 | 36    |
| 24    | 20 a 24 | 12    |
| 64    | 15 a 19 | 32    |
| 48    | 10 a 14 | 44    |
| 68    | 5 a 9   | 28    |
| 32    | 0 a 4   | 20    |

## Economia
El 2007 la població en edat de treballar era de 955 persones, 710 eren actives i 245 eren inactives. De les 710 persones actives 653 estaven ocupades (355 homes i 298 dones) i 57 estaven aturades (21 homes i 36 dones). De les 245 persones inactives 65 estaven jubilades, 102 estaven estudiant i 78 estaven classificades com a «altres inactius».

### Ingressos
El 2009 a Maidières hi havia 654 unitats fiscals que integraven 1.513,5 persones, la mediana anual d'ingressos fiscals per persona era de 20.445 €.

### Activitats econòmiques
Dels 35 establiments que hi havia el 2007, 2 eren d'empreses de fabricació d'altres productes industrials, 4 d'empreses de construcció, 6 d'empreses de comerç i reparació d'automòbils, 1 d'una empresa de transport, 2 d'empreses d'hostatgeria i restauració, 3 d'empreses d'informació i comunicació, 6 d'empreses financeres, 4 d'empreses de serveis, 4 d'entitats de l'administració pública i 3 d'empreses classificades com a «altres activitats de serveis».
Dels 8 establiments de servei als particulars que hi havia el 2009, 1 era una oficina bancària, 1 taller de reparació d'automòbils i de material agrícola, 1 paleta, 1 lampisteria, 1 empresa de construcció, 1 perruqueria i 2 restaurants.

## Equipaments sanitaris i escolars
L'únic equipament sanitari que hi havia el 2009 era una farmàcia.
El 2009 hi havia 1 escola maternal i 1 escola elemental.

## Poblacions més properes
El següent diagrama mostra les poblacions més properes.